# Глинський Михайло Львович
Миха́йло Льво́вич Гли́нський  власного герба (нар. 1467 — пом. 24 вересня 1534) — князь з русько-татарського роду Глинських, магнат, воєначальник; державний діяч Великого князівства Литовського і Великого князівства Московського.

## Життєпис

### Молоді роки
Походив зі старшої гілки князів Глинських.
Мав великі земельні маєтності на Чернігівщині, Київщині та в Білорусі.
За молодих років перебував за кордоном (Саксонія, Італія), де прийняв католицтво. Навчався в Німеччині, був при дворі імператора Максиміліана Габсбурга, служив в Альбрехта, курфюрста саксонського.

### Кар'єрний зліт при великолитовському дворі
У 1499—1507 роках служив маршалком двору литовського великого князя Олександра Ягеллончика. Здобувши значний вплив при дворі, підтримував православних вельмож, 1505 року продав Мацею з Потока (Потоцькому) село Притулянку на Підляшші.
Через великий вплив на великого князя Михайлу Львовичу почали заздрити пани-литвини, зокрема Іван Заберезинський, з яким 1503 року Глинський судився через спробу вбивства.
Уславився перемогами над татарами. Після смерті Олександра Ягеллона Глинського звинуватили в його отруєнні, через що його новий польський король і великий литовський князь Сигізмунд І усунув з державних посад.

### Повстання Михайла Глинського
Разом з братами Василем та Іваном в 1508 році очолив повстання групи феодалів (за підтримки Московського царства), невдоволених пануванням литовської знаті. 2 лютого Глинський здійснив «наїзд» на двір свого ворога Яна Заберзинського біля Гродно та вбив його. Після цього вернувся у свої володіння на Поліссі які стали базою для повсталих.
З Турова загін повстанців, який очолював Андрій Дрождж пішов на Слуцьк, обороною якого командувала вдова слуцького князя Семена Михайловича, Анастасія. Згідно Стрийковського Глинський послав війська на Слуцьк оскільки хотів одружитися з княгинею Анастасією, з якою в нього нібито був роман. Однак ці пізніші відомості не знаходять відображення в сучасних повстанню джерелах.
У березні 1508 року Михайло Глинський налагодив дипломатичні контакти з московським князем Василем ІІІ, який обіцяв прийняти його під свою владу з усіма містами які князю вдастся здобути. На момент повстання Глинського між Москвою та Литвою уже велась війна, яка почалась у 1507 році. Тим не менше до того як на допомогу Глинським у червні 1508 року прийшла московська армія їм вдалось здобути лише місто Мозир, намісником якого був родич Глинських Якуб Івашенцевич. З Мозира загони Глинського вирушили на Мінськ, який безуспішно облягали до приходу туда польського-литовського війська під керівництвом Сигізмунда І на початку червня 1508 року, після чого вирушили під Оршу де стояли війська московитів. Не прийнявши бою Глинський з московськими воєводами перейшов через Дніпро та в липні 1508 року втік до Москви.

### У Московії
Перейшовши у Велике князівство Московське, Михайло Львович дістав звання боярина і великі земельні маєтності.
Глинський відзначився як воєначальник у боротьбі проти нападів татарських орд. Був інціатором і активним учасником Смоленських походів 1512—1522 років. Невдоволений своїм становищем у Московії (великий князь буцімто обіцяв Глинському місто Смоленськ), 1514 року намагався перейти на бік Литви, за що був ув'язнений.
Звільнений з тюрми 1526 року у зв'язку з одруженням Василія ІІІ з його племінницею Оленою Глинською й отримав у вотчину Стародуб Ряполовський. Після смерті великого князя Василія ІІІ за регентства своєї племінниці грав чільну роль в управлінні державою. Брав участь у боротьбі боярських груп за владу. 1534 року фаворит Олени Глинської, князь Овчина-Оболенський звинуватив Глинського в тому що він отруїв Василя ІІІ. Через це у липні 1534 року Глинський знову був ув'язнений, і помер у тюрмі через кілька тижнів, 15 вересня. Був похований в Троїцькій лаврі Олександрівської Слободи.

### Сім'я
Був одружений з княгинею Оленою Іванівною Телепневою-Оболенською, дочкою Івана Васильовича Німого-Оболенського. Діти від цього шлюбу:
- Василь Михайлович (?—1565) — московський боярин, воєвода.
- дочка, яка була дружиною князя Федора Івановича Троєкурова (?—1568)

## Історична пам'ять
У сучасній Україні — найвідоміший з династії Глинських, чому сприяла прижиттєва та посмертна слава блискучого ренесансного правителя. Фігурує в десятках поетичних та прозових творів. В українській історіографії XIX—XX століть увійшло в традицію змальовувати Глинського як оборонця національних інтересів руських земель у Великому князівстві Литовському, виразником настроїв місцевої православної аристократії.